# Грумбах, Вильгельм
Вильгельм фон Грумбах (нем. Wilhelm von Grumbach, 1 июня 1503 — 18 апреля 1567) — предводитель восстания имперского рыцарства против князей и императора, известного как «Грумбахская ссора».

## Биография
Родился в 1503 году, происходил из старинного франконского дворянского рода. В юности воспитывался при дворе маркграфа Казимира Бранденбург-Кульмбахского. Быстро поднялся по ступенькам княжеской службы, став гофмаршалом князя-епископа Вюцрбурга епископа Конрада фон Бибры. Однако после того как в 1544 году наследником Конрада стал враг Грумбаха Мельхиор Цобель, отношения расстроились и скоро переросли в открытый конфликт, имевший поводом старый спор вокруг обладания Грамшатцским лесом, который Грумбах считал своей собственностью.
В 1525 году выступил против восставших крестьян Франконии, поддержанных его родственником Флорианом Гайером, летом того же года, вероятно, организовав убийство последнего близ Вюрцбурга.
Пытаясь связать свои интересы со смутами в самой империи накануне заключения Аугсбургского мира, нашёл союзников в лице маркграфа Альбрехта Алкивиада Бранденбург-Кульмбахского, а после его опалы в 1553 году, — в молодом наследнике эрнестинских земель Иоганне Фридрихе II. Кульминации противостояние достигло, когда в 1558 году был убит епископ Цобель.
В 1563 году на мятежного рыцаря была наложена имперская опала. Грумбах пытался создать широкий альянс из протестантских князей, включая Пфальц и Саксонию, и имперского рыцарства Франконии и Швабии, но не смог этого сделать. Грумбах и Иоганн Фридрих оказались изолированы в Тюрингии. В 1567 году курфюрст Август I окончательно подавил мятеж. Иоганн Фридрих был осуждён на пожизненное заключение в Вене, Грумбах же был приговорён к четвертованию и казнён.